# Андрейкин, Анатолий Иванович
Анатолий Иванович Андрейкин (13 июня 1946 года, село Дубовый Умет, Волжский район, Куйбышевская область, РСФСР, СССР — 3 июля 2022 года, Самара, Россия) — советский и российский государственный деятель, сотрудник органов внутренних дел, генерал-лейтенант милиции. Начальник Управления внутренних дел Самарской области в 1995—1998 годах.

## Биография
Родился 13 июня 1946 года в селе Дубовый Умет Волжского района Куйбышевской (ныне Самарской) области.
На службе в советских органах внутренних дел с 1969 года: в октябре 1969 года Андрейкин становится курсантом Саратовской специальной средней школы милиции МВД СССР, которую окончил в 1971 году. В октябре 1971 года назначен на должность следователя отдела внутренних дел Куйбышевского района города Куйбышева (ныне Самара). В период с 1971 года по 1982 год Андрейкин нёс службу как в качестве следователя, так и на различных должностях в уголовном розыске. 
В 1974 году окончил Высшую школу МВД СССР, в 1981 году — Академию МВД СССР (с отличием).  
В 1982—1985 года занимал должность начальника отдела внутренних дел Советского района города Куйбышева. В 1987—1991 годах возглавлял отдел Госавтоинспекции Управления внутренних дел Самарского облисполкома, позже стал заместителем начальника Управления внутренних дел Самарской области. 
В 1995 году Андрейкин назначен на должность начальника Управления внутренних дел Самарской области, весной 1998 года покинул пост. «Некоторое время спустя в прессе мелькала информация о том, что он [Андрейкин] обращался в МВД с бумагами, где излагал известные ему факты нецелевого использования бюджетных средств в эшелонах областной власти. Однако никаких последствий эта информация не имела», — отмечал журналист газеты «Коммерсантъ» Александр Васильев.
Скончался 3 июля 2022 года в Самаре. Похоронен на Лесном кладбище (село Малая Царёвщина Красноярского района Самарской области).

## Награды
Анатолий Андрейкин был удостоен ряда государственных и ведомственных наград, среди них:
- медаль «Ветеран труда»[2];
- медали «За отличие в службе» I, II и III степеней[2];
- нагрудный знак «Заслуженный работник МВД»[2];
- нагрудный знак «Отличник милиции»[2].